# Stripoteka
Stripoteka je strip časopis koji je izlazio na prostoru SFRJ u periodu između 1969. i 1991. godine. Ponovo je pokrenuta 1999. godine u SRJ, kasnije je nastavila da izlazi u Srbiji. Sa poslednjim brojem 1174 objavljenim 31. maja 2019. do daljeg ne izlazi.

## Istorija
Tokom šezdesetih i sedamdesetih godina prošlog veka dolazi do procvata strip izdavaštva u Vojvodini. U Novom Sadu su se nalazile dve moderne štamparije velikog kapaciteta – „Forum” i „Dnevnik”. Brojni beogradski časopisi i magazini, od kojih je veliki broj onih koji sadrže stripove, štampani su u ova dva pogona. Za ovaj procvat vojvođanskog stripa je, paradoksalno, zaslužno i srpsko političko rukovodstvo tog vremena. U Kragujevcu je 1971. godine održan Kongres kulturne akcije u organizaciji srpskih liberala. Na ovom kongresu strip je uvršten u šund literaturu, pa je samim tim zakonski oporezovan stopom od 31,5 odsto. Brojne revije i izdavačke kuće nisu se mogle nositi sa takvim finansijskim nametom. Vojvodina je, međutim, svojom poreskom autonomijom bila izuzeta od ovog finansijskog nameta i strip izdavaštvo je počelo da cveta. tako je „Forum” (kasnije „Marketprint”) preuzeo je primat sa Panoramom (kasnije Stripoteka), Spunkom, Spunk novostima, Strip zabavnikom i drugim izdanjima.
Vojvođanski Forum i Dnevnik su s vremenom postali perjanica srpskog strip izdavaštva i rasadnik velikog broja domaćih imena u svetu stripa. Forumovi i Dnevnikovi umetnici, poput Baneta Kerca, Dejana Nenadova i Petra Meseldžije, ostvarili su i zavidnu inostranu karijeru.
Stripoteka je prvi put izašla 1969. godine pod imenom Stripoteka Panorama. Pokrenuta je kao specijalno mesečno izdanje nedeljne strip revije Panorama, nakon što se ova ugasila. Za razliku od Panorame koja je donosila stripove u nastavcima Stripoteka je sadržavala kompletne epizode stripa. Koncepcija stripa se vremenom menjala, kao i dinamika izlaženja. Uvedeno je objavljivanje više različitih stripova u jednom broju. Akcenat je uglavnom bio na francusko-belgijskom stripu, ali su objavljivani i radovi američkih, italijanskih, španskih, britanskih i nekolicine kineskih autora.
Do broja 858, koji je izašao 7. maja 1985, Stripoteka je izlazila u nedeljnom ritmu. Nakon tog broja prešlo se na mesečno izlaženje.
U početku je izlazila sa pod naslovom „Jugoslovenska strip revija”, da bi od 2000. godine, od broja 946 počela da izlazi sa podnaslovom „Revija svetskih stripova”. Od istog broja kao izdavač se više ne pojavljuje „Forum”, već „Marketprint”.

## Najčešće objavljivani strip junaci
| - Artur Fantom - Arči Keš - Aster Blistok - Ben Bolt - Crvenooki - Čarli Mun - Daleka planeta - Divlja Kobila - Domino - Umpah-Pah (Uderzo i Gošini) - Talični Tom (Moris i Gošini) - Krcko - Karl Viking (Don Lorens) - Olak Gladijator (Don Lorens) - Čelična Kandža (Hezus Blasko) - Spiru (Andre Franken) - Titef (Zep) - Hogar Strašni (Dik Braun) - Redov Bili (Mort Voker) - Morg - Sudbina Boksera - Riđobradi i Demon sa Kariba (Ibenon i Šarlije) - Džoni Ringo (Vilijam Vans i Žak Akar, Arturo del Kastiljo) - Persevan - Modesti Blejz (Džim Holdavej) - Džet-As-Logan - Džejms Bond - Korto Malteze - Tangi i Laverdir (Albert Uderzo i Šarlije) - Bluberi (Žiro i Šarlije) - Tarzan (Ras Maning, Bern Hogart) - Gaša Šeprtlja (Gaston) (Andre Franken) - Džoe Bar tim - Lik Orijent (Edi Pape i Greg) - Hauard Flin (Vilijam Vans) - Asteriks (Albert Uderzo i Gošini) - Crnobradi (M. Remakl) - Ves Slejd (Džordž Strouks) - Bob Moran (Vilijam Vans i Anri Vern) - Tor - Tragom jedne legende - Srebrni letač - Vilijem Voker - Konan - Džipsi - Agent E-100 - Badi Longvej - Braća Špageti - Billy the Pljuc - Boginja jezera - Glen Distra - Daleka planeta (Don Lorens) - Zori Kid (Jakoviti) - Koko Bil (Jakoviti) |  | - Blekmor - Bernard Princ - Iznogud (u početku objavljivan kao Harun Al Prašid) (Tabari i Gošini) - Nova Novator (Greg) - Merok (Don Lorens) - Džef Hok (Sidni Džordan) - Lutka od Slonovače - Nebeski soko (Džon Dikson) - Skitnica Robni - Crnooki duh (Sezar) - Fantom (Li Fok i Saj Bari) - Fil Korigan (Al Vilijamson i Arči Gudvin) - Brik Bredford (Klarens Grej i Viljem Rit) - Princ Valijant (Hal Foster, Džon Kalen Merfi) - Prpabata i Zortalija - Rip Kirbi (Džon Prentis) - Inspektor Aleksandar - Istraživači svemira - Jalek - Jugurta - Kran - Kosmički Putnici - Porodica Tarana (Džo Makmanus) - Flaš Gordon (Den Bari) - Cisko Kid (Hose Luis Salinas) - Operacija Tigar - Ben Bolt (Džon Kalen Merfi) - Marti Misterija (Alfredo Kasteli) - Majk Stil - Mali Spiru (Andre Franken) - Mandrak (Li Fok, Fred Frederiks, Fil Dejvis) - Moderni Ciceron - Neuništiva napast - Robin Hud - Stiv Kenjon - Spirit - Tika Luftika - Toša Kačket - Gidža (T. K. Rajan) - Mornar Popaj (Tom Sims i B. Zaboli) - Nova Tara - Bruno Brazil (Vilijam Vans i Luj Alber) - Otpadnici - Privado - Torgal - Torpedo - Ratnici sa Akbara - Romeo Braun (Džim Holdavej) - Šufnudle - Džeri Spring - Džonatan Kartland - Valerijan - Voz za Čatanugu - Džim iz Džungle - Džoni Hazard |

## Vanredna izdanja
Stripoteka je objavljivala nekoliko vanrednih izdanja:
- Spunk - strip magazin za mlade bio je vanredno izdanje Stripoteke koje je izlazilo od 1979. do 1982. године. Izlazio je jednom mesečno, svakog prvog petka u mesecu, a objavljeno je ukupno 17 brojeva.[7]
- Vanredno izdanje Spunk novosti - nedeljno izdanje Stripoteke započelo je sa izlaženjem 1981. godine. Nulti broj izašao 2. jula 1981. godine pod nazivom Spunk novine. Izlazilo je svakog četvrtka.[8]

Godine 1989. pojavila se i Mala Stripoteka, strip magazin za najmlađe. Izlazila je do 1990, a objavljeno je svega 7 brojeva.

## Napomene
1. ↑  Na primer, strip koji je u ostatku Jugoslavije koštao 3,5 dinara, u užoj Srbiji je naplaćivan 5 dinara.